# Coral La Igualtat
La Coral La Igualtat és una entitat coral de veus mixtes de Gavà, fundada l'any 1895. És l'entitat en actiu més antiga de Gavà.
La seva història comença l'any 1895, moment en què un grup de gavanencs amics del cant, de la música i seguidors de l'ideari d'en Josep Anselm Clavé -la coral va estar afiliada a la Federació dels cors d'en Clavé des del seu començament-, van inscriure en el Registre d'Associacions del Govern Civil de Barcelona i, per tant, van constituir legalment, la Sociedad Coral La Igualdad.

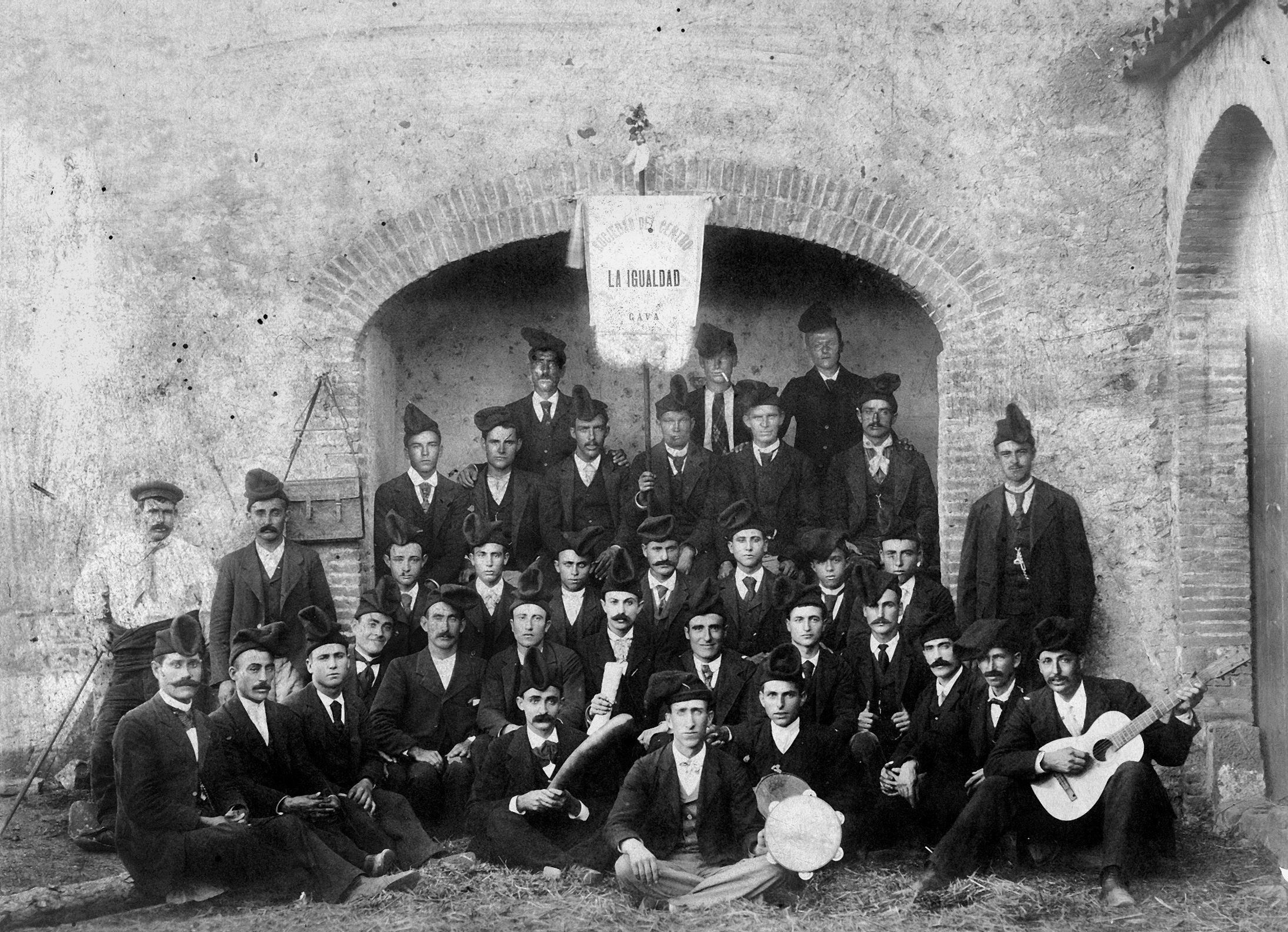
Societat Coral La Igualtat a principi del, davant de l'edifici de la Fassina d'en Moliner

Seguint l'ideari de Josep Anselm Clavé, la Societat Coral La Igualtat no solament va tenir la vocació musical i el lleure com a objectiu, sinó que va crear una mutualitat de socors anomenada, segons els estatuts de l'entitat "Sección Montepío de la Igualdad" per aquells dels seus membres que es trobessin en situació precària per malaltia o per causa d'accident. Aquesta mutualitat va exercir les seves funcions des de l'any 1910 fins a l'esclat de la guerra civil espanyola, moment en què la vessant musical de la coral també es va interrompre.
En acabar la guerra civil, concretament l'any 1941, la coral va reprendre les seves activitats musicals tot i que no va ser fins a l'any 1955 que novament es va constituir legalment. Atès que els estatuts originaris no eren vàlids en la nova conjuntura política, va caldre elaborar-ne de nous i registrar-los. A banda de canviar els estatuts, també va caldre canviar el nom de l'entitat pels imperatius legals de l'època de manera que va haver d'adoptar el nom de “La nueva Igualdad”. Amb tot, el nom que constava a l'estendard es va mantenir sense canvis al llarg del temps.
No va ser fins a l'any 1997 que es van registrar uns nous estatuts en català i es va adoptar formalment de nou el nom de “Societat Coral La Igualtat”. Finalment, l'any 2011 s'actualitzen els estatuts d'acord amb la normativa de la Generalitat i l'entitat passa a anomenar-se Coral La Igualtat. L'any 2000 es va crear una secció per a veus femenines i cinc anys més tard es van fusionar els dos grups conformant l'actual coral de veus mixtes. Des de l'any 2005, el Director n'és el Mestre Joan Casas. El seu repertori abasta peces musicals clàssiques, populars i contemporànies.
En el decurs del temps, la coral La Igualtat ha actuat en diverses ciutats Europees (París), d'Espanya (València, Madrid, Màlaga, Bilbao), poblacions de la Catalunya Nord (Perpinyà, Elna), arreu de poblacions catalanes i en indrets emblemàtics com ara el monestir de Montserrat, el Palau de la Generalitat de Catalunya o el Palau de la Música Catalana. Va participar amb la Federació de Cors de Clavé en l'acte inaugural del Fòrum de les Cultures de Barcelona (any 2004).
Components de la coral La Igualtat van participar en l'enregistrament d'un CD amb la recopilació de les cançons d'en Clavé (any 1998) i un CD amb les corals mixtes de la Federació de Cors de Clavé (any 2001). El cor de dones, va participar l'any 2002 en l'enregistrament del CD “Iels Virolais”, tria de catorze composicions musicals amb lletra de Mn. Jacint Verdaguer d'El Virolai, melodies que es van presentar a concurs l'any 1880 a Montserrat, en el qual fou elegida la música de Josep Rodoreda.